# Zelesevo
Zelesevo (macedónul: Злешево) település Észak-Macedóniában, a Délkeleti körzetben, a Sztrumicai járásban.

## Népesség
| Lakosok száma | 454  | 547  |      |
|               | 1948 | 1953 | 1961 |

- 2002-ben lakatlan település.